# Bankei Eitaku
Bankei Eitaku (Yōtaku), auch Bankei Kokushi (jap. 盤珪永琢; * 1622 in Hamada, Provinz Harima; † 30. September 1693 im Kloster Ryūmon-ji), ist einer der populärsten japanischen Zen-Meister der Rinzai-Schule.
Bankei suchte bereits als Kind nach Antworten auf die grundlegenden Fragen des Lebens. Da ihm die Lehrer seiner Schule hierbei nicht helfen konnten, verließ er mit elf Jahren die Familie, um sich auf die Suche nach Antworten bei verschiedenen buddhistischen Lehrern zu machen. Zeitweise in Obdachlosigkeit lebend, meditierte er exzessiv. Schließlich erkrankte er an Schwindsucht. Dem Tode nahe, im Alter von 23 Jahren, erlebte er in einem geistigen Durchbruch die Erleuchtung.
Sein weiteres Leben verbrachte Bankei damit, einer zunehmenden Anhängerschaft auf anschauliche Weise die Lehre des Buddhismus in einer individuellen, unnachahmlichen Form nahezubringen, der „Zen-Lehre vom Ungeborenen“. Hierdurch trug er wesentlich zu einer Neubelebung des japanischen Zen bei, das sich während der Edo-Zeit im Niedergang befand.

## Bankeis Lehren
Bankeis Lehren waren in dem Sinne revolutionär, wie sie die damals herrschenden diktatorischen gesellschaftlichen Vorstellungen, die auf dem Konfuzianismus basierten und jeden individuellen Gedanken und Ausdruck verboten, durchschnitten. Bankeis Wirken beruhte auf dem gesprochenen Wort. Seine Vorträge entsprangen einer tiefen inneren Überzeugung und waren so überzeugend und verständlich, dass sie jedermann erreichten, auch ohne Buddhist zu sein.
Seine Lehren lassen sich alle auf einen Punkt zurückführen: Den Geist loslassen, sämtliche Konzepte und Ideen aufgeben und den eigenen, ursprünglichen Geist „hier und jetzt“ erfahren, ohne sich an irgendeine religiöse oder weltanschauliche Idee oder Übung zu klammern. Diesen unmittelbaren Geist hier und jetzt bezeichnete Bankei als „das Ungeborene“, das immer da ist und dies auch schon immer war:

„Das Ungeborene ist nicht etwas, das durch Disziplin erreicht oder erlangt wird. Es ist nicht eine Beschaffenheit des Geistes oder religiöse Ekstase; es ist, dort wo du stehst, makellos so, wie es ist. Alles was du tun musst, um es zu erkennen ist, du selbst sein, genau wie du bist; zu tun, genau was du tust, ohne Kommentar, Befangenheit oder Urteil.“

Zitiert aus Verrückte Wolken, S. 123.
Bankeis Zen sollte den Menschen helfen, die von Geburt an angesammelten Eindrücke und Konzepte über sich selbst wahrzunehmen und hinter sich zu lassen. Anders als bei den traditionellen Zen-Schulen geschah dies nicht durch konventionelle Methoden und Techniken, wie im klösterlichen Leben mit intensiver Meditation, sondern durch unmittelbare eigene Erfahrung. Einen flüchtigen Eindruck konnte der Schüler bereits direkt beim Hören von Bankeis Worten erhaschen, der hierdurch gesetzte Impuls konnte sich dann allmählich wie ein Same im Boden entfalten.
Darauf hin angesprochen, dass er seine eigene Erleuchtung nur nach extremen Anstrengungen und langen Jahren harter Zucht erfahren hatte, antwortete er:

„Meine eigenen Kämpfe habe ich irrtümlich ausgefochten, weil ich zufällig keinen klarsichtigen Meister getroffen hatte. Am Ende aber entdeckte ich doch den Buddha-Geist für mich. Ich habe anderen von dem ihren erzählt, so dass sie darüber Bescheid wissen, ohne diese Feuerprobe selbst auf sich nehmen zu müssen.“

Zitiert aus Verrückte Wolken, S. 131.

## Lebensweg

### Kindheit
Bankei wurde 1622 in der Edo-Zeit geboren, als Iemitsu, der dritte Tokugawa-Shogun, die Macht übernahm und das repressivste, diktatorische Regime errichtete, das Japan bis dahin erlebt hatte. Unter Iemitsu wurde die etwa 200 Jahre dauernde vollständige Abschottung Japans gegenüber dem Ausland etabliert.
Bankei war eines von neun Kindern und der vierte von fünf Söhnen des Arztes Suga Dōsetsu und seiner Frau Noguchi. Seine Kindheit verbrachte er in einem kleinen Dorf an der Küste der Japanischen Inlandsee in der Provinz Harima, der heutigen östlichen Präfektur Hyōgo.
Als Bankei zehn Jahre alt war, starb sein Vater. Nach den Aufzeichnungen war er ein intelligentes und hochsensibles Kind, zugleich jedoch unfolgsam und willensstark. Nach den Aussagen seiner Mutter hatte Bankei bereits im Alter von drei Jahren eine heftige Abscheu gegenüber dem Tod. Man brauchte sich nur tot zu stellen, um ihm Respekt einzuflößen und seinem Schreien Einhalt zu gebieten. Auch später, als er sich mit Bubenstreichen hervortat, war dies ein probates Mittel, um ihn zur Raison zu bringen.
Im Alter von elf Jahren kam Bankei auf die Dorfschule. Er zeigte sich dort sehr lernbegierig, entwickelte aber einen heftigen Widerwillen gegen den Schriftkunst-Unterricht. Dass Bankei schon als Kind einen eisernen Willen hatte, zeigt folgende Begebenheit: Um dem eintönigen Abschreiben chinesischer Schriftzeichen zu entgehen, schwänzte er häufig den Unterricht. Hierdurch kam es zu heftigen Konflikten mit seinem ältesten Bruder Masayasu, der die Rolle des Vaters einnahm. Diese Konflikte belasteten den kleinen Bankei so sehr, dass er an Selbstmord dachte, um dem Bruder aus dem Weg zu gehen. Er versuchte seinen Plan umzusetzen, indem er eine Handvoll giftiger Spinnen aß und sich in einem kleinen buddhistischen Schrein einschloss, um das Ende abzuwarten. Erst nach vielen Stunden gestand er sich seinen Misserfolg ein, brach den Versuch ab und ging nach Hause zu seiner Mutter.
Angeregt durch die Unterweisungen konfuzianischer Lehrer der Dorfschule und aufgrund des ihm innewohnenden suchenden Geistes setzte sich Bankei schon früh mit grundlegenden Lebensfragen auseinander. Schlüsselerlebnis war eine Aussage aus den Lehren des Konfuzius: „Der Weg der Großen Lehre besteht in der Klärung der Strahlenden Tugend“. Mit großer Unruhe wollte er nun unbedingt wissen, was die „Strahlende Tugend“ bedeutet, bekam von seinen Lehrern aber keine befriedigende Antwort.
Da die auf den traditionellen Schriften beruhenden Antworten der Lehrer seinen Wissensdurst nicht befriedigen konnten, steigerten sich seine inneren Zweifel wie bei einem Koan. Die von ihm bedrängten Lehrer rieten Bankei schließlich dazu, einen Zen-Priester aufzusuchen. Da es in der Nähe keinen Zen-Tempel gab, blieb dem Kind jedoch nichts anderes übrig, als weiterhin alle Gelehrten der näheren Umgebung mit seinen Fragen zu bestürmen. Anschließend lief er stets nach Hause, um seiner Mutter hiervon zu berichten. Hierüber vernachlässigte er jedoch alle häuslichen und schulischen Pflichten, was schließlich seinen Bruder so erboste, dass er den elfjährigen Bankei endgültig aus dem Haus verbannte.

### Die Suche
Der kleine Bankei war nun ganz auf sich allein gestellt. Die nächsten Jahre lebte er in einer Hütte, die ihm ein freundlicher Nachbar zur Verfügung gestellt hatte. Mit fünfzehn Jahren zog er dann in einen Shingon-Tempel. Die Lehre des Shingon lag ihm jedoch nicht, worauf er in das Zuiō-ji Kloster wechselte, das von dem Rinzai-Meister Umpo Zenjō erbaut und geleitet wurde. Umpo galt als strenger Meister, der von seinen Schülern volle Hingabe forderte. Nur wenige Mönche trauten sich, ihm zu begegnen. Umpo ordinierte Bankei als Mönch und machte ihn mit der Zen-Meditation vertraut.
Im Alter von 19 Jahren ging Bankei auf Wanderschaft. Seine vier Jahre dauernde Reise führte ihn in das Gebiet von Kyōto und Ōsaka und nach Westen bis auf die Insel Kyūshū. Während dieser Zeit lebte er unter großen Entbehrungen in verschiedenen Tempeln, aber oft auch nur in einfachen Hütten. Eine Zeit lang soll er sogar unter Bettlern gelebt haben.
Alle Mühsal brachte ihn nicht weiter. Zurückgekehrt im Zuiō-ji beklagte er Umpo unter Tränen, dass er auf seiner Wanderschaft keinem einzigen Menschen begegnet war, der ihm hätte weiterhelfen können. Umpo entgegnete darauf, dass es gerade dieses Verlangen nach einem Menschen sei, was ihn von seinem Ziel abhielte. Er würde niemals Erleuchtung erlangen, solange er außerhalb seiner selbst suchen würde. Dies spornte sein Bemühen so stark an, dass er beschloss, fortan als Eremit zu leben. So baute er sich in der Nähe des Klosters eine kleine Holzhütte als Einsiedlerklause. Durch Verschließen des Eingangs mit Lehm schirmte er sich nahezu vollständig von der Außenwelt ab. Die Nahrung ließ er sich durch ein schmales Loch hineinreichen. Ein weiteres Loch im Boden diente als Abort. Wie der Buddha und Bodhidharma übte er nun unaufhörlich, Tag und Nacht Zazen, fest entschlossen nicht eher aufzuhören, bis er Erleuchtung erführe.

### Der Durchbruch
Die enormen körperlichen und psychischen Anstrengungen während der Wanderschaft und der Zeit in der erbärmlichen Hütte hatten den Mönch schließlich so stark geschwächt, dass er an Schwindsucht erkrankte. Zunehmend wurde er kränker, bis er kaum noch etwas aß und zuletzt Blut in großen Klumpen an die Wand spie. Dies hielt ihn jedoch nicht von seiner Übung ab. Ein herbeigerufener Arzt meinte, er wäre verloren, woraufhin sich Bankei bereit machte, in Meditation zu sterben.
An diesem Punkt angelangt, kam es plötzlich zu einer Lösung: Im Moment der Entspannung des zum Sterben bereiten Mönches lösten sich alle seine Zweifel auf wie ein Traum beim Erwachen. Bankei verglich dieses Erlebnis später mit einem gefüllten Eimer, aus dem schlagartig der Boden herausbricht. Allmählich spürte er von da an, wie ihm neue Kräfte zuströmten. In unglaublicher Weise nahm sein Appetit täglich wieder zu und auch seine Gesundheit besserte sich zusehends.
Kurze Zeit darauf erlebte er erneut eine Erleuchtungserfahrung in einem Moment, während er sich das Gesicht in einem nahen Bach abwusch und der Wind ihm den zarten Duft der nahen Pflaumenblüten zutrug.

### Vervollkommnung
Nachdem der Mönch sich erholt hatte, machte er sich wieder auf den Weg zu Umpo, um sich die Anerkennung seiner Einsicht zu holen. Umpo war überglücklich und sagte Bankei: „Das ist das Mark von Bodhidharmas Knochen“ und „Von jetzt an wird niemand, wo auch immer, dich mehr berühren können“, womit er Bankeis Erleuchtung bestätigte.
Der inzwischen sechsundzwanzig Jahre alte Bankei ging nun erneut auf Wanderschaft, diesmal in die Provinz Mino, der heutigen Gifu-Präfektur. Er suchte weitere Bestätigungen seiner Erfahrung, musste jedoch erleben, dass keiner der von ihm aufgesuchten Lehrer hierzu in der Lage war. Einer gab dies sogar ganz offen zu. Danach soll er erneut für ein Jahr in einer Einsiedlerklause gelebt haben, um seine Erleuchtung zu vertiefen.
Im Jahr 1651 suchte der Mönch den chinesischen Meister Dōsha auf, der der Ruf eines reifen Zen-Meisters hatte. Dōsha weilte in dieser Zeit im Sōfuku-ji, einem großen Kloster im chinesischen Stil an den Hängen oberhalb von Nagasaki. Bereits beim ersten Zusammentreffen bestätigte Dōsha Bankeis Erleuchtung: „Du bist zur großen Sache des Ich vorgedrungen“. Aber er ermahnte ihn auch: „Du hast noch zu klären, was jenseits dessen liegt und die Essenz unserer Schule ausmacht.“ Hiermit meinte Dōsha, dass Bankei noch lernen müsse, seine Einsicht in den Alltag zu integrieren und selbst andere Menschen im Zen zu unterweisen. Anfänglich lehnte der Mönch Dōshas Rat empört ab, war jedoch beeindruckt und blieb daher im Sōfuku-ji, um ihn weiter zu beobachten. Nachdem er dessen Reife erkannt hatte, entschloss er sich zu bleiben und unter Dōshas Anleitung zu praktizieren.
Da Bankei kein Chinesisch konnte, fiel ihm das Leben im Sōfuku-ji ziemlich schwer. So musste er sich mit Dōsha mit Hilfe der in beiden Sprachen identischen Schriftzeichen verständigen. Auch mochte der Mönch nicht an den Sutra-Rezitationen in chinesischer Sprache teilnehmen. Da Dōsha seine Begabung erkannt hatte, akzeptierte er Bankeis Eigenwilligkeiten.
Im darauf folgenden Jahr hatte Bankei eine erneute Erleuchtungserfahrung, die ebenfalls von Dōsha bestätigt wurde. Diese Bestätigung und die Bevorzugung, die Bankei durch den Meister erfuhr, führten bei den anderen Mönchen zu Neid und heftigen Eifersuchtsausbrüchen. Zu seinem Schutz bat Dōsha Bankei deshalb, das Kloster für eine Weile zu verlassen. Dieser Bitte folgend machte sich Bankei also wieder eine Zeit lang auf Wanderschaft.

### Lehrtätigkeit
1653 starb Umpo, der alte Lehrer Bankeis. Bankei hatte dies erahnt, war jedoch nicht rechtzeitig zur Stelle, um seinem alten Meister noch einmal zu begegnen. Vor seinem Tode hatte Umpo seinem Nachfolger Bokuō Sogyū die Anweisung gegeben, dafür zu sorgen, dass Bankei Zen-Lehrer wird:

„Ich bin dessen gewiss, dass Bankei der einzige ist, der das Dharma-Banner hochzuhalten und die Geschicke des Zen in der Zukunft zu lenken vermag. Ich möchte, dass Du ihn an meiner Statt hinaus stößt in die Welt. Unter keinen Umständen darf man zulassen, dass er sein Licht unter den Scheffel stellt.“

Zitiert aus „Die Zen Lehre des Ungeborenen“ (S. 25)
Mit einigen Mönchen, die sich Bankei inzwischen angeschlossen hatten, zog es Bankei wieder nach Nagasaki, um dort das originäre chinesische Zen zu lernen. Die kleine Gruppe musste jedoch feststellen, dass ein anderer Meister, der hoch angesehene Yin-yüan Lung-chi (jap. Ingen, 1592–1673) die Position von Dōsha eingenommen hatte. Ingen, der aufgrund einer offiziellen Einladung kam, hatte mit seinen Anhängern Dōsha regelrecht verdrängt. Bankei setzte sich dafür ein, dass Dōsha in einem anderen Kloster unterkommen konnte. Nach mehreren Versuchen und einem vierjährigen Aufenthalt in einem kleinen Familientempel misslang dieser Versuch und Dōsha machte sich auf den Weg zurück nach China.
Für Bankei war nun die Zeit der Pilgerschaft beendet. Offiziell hatte er die Dharma-Übertragung Dōshas erhalten und damit die Aufnahme in dessen Lehrlinie. Er lebte zwar weiterhin asketisch und arbeitete unermüdlich an der Vertiefung seiner Erkenntnis, doch sein Schwerpunkt wurde ab dieser Zeit die Vermittlung des Dharma an Laien und Mönche, die ihn in zunehmender Zahl aufsuchten. 1672, im Alter von 50 Jahren wurde Bankei vom Kaiserhaus zum Abt des Klosters Myōshin-ji in Kyōto ernannt. Er wurde damit Nachfolger von Bokuo.
Gegen Ende fünfzig begann Bankei, seine Lehre einem größeren Kreis zugänglich zu machen. Inzwischen war er berühmt und viele Menschen suchten ihn mit der Bitte um Unterweisung auf. Während dieser Zusammenkünfte, die zwei bis drei Monate dauerten und zweimal im Jahr abgehalten wurden, einmal im Sommer und einmal im Winter, schulte er seine Anhänger durch Vorträge und persönliche Gespräche, wobei er auch ganz individuell auf Fragen und Probleme einging.
Manchmal waren nur seine unmittelbaren Schüler, von denen es einige Hundert gab, zugegen. Meist gab es aber keine Beschränkungen, so dass oft mehrere tausend Menschen zusammenkamen, Laien und Mönche aus allen Bevölkerungsschichten, Feudalherren ebenso wie Handwerker, Händler und Bauern. Hier gab es keine Unterschiede zwischen Männern und Frauen oder arm und reich. Manchmal kamen so viele Anhänger, dass die Unterkünfte eines Ortes nicht ausreichten und Scheunen, Schuppen und Lagerhallen als Schlafstätten dienen mussten. Diese „Retreats“ übte der Meister bis zu seinem Tode im Jahr 1693 aus.

## Bedeutung für das japanische Zen

### Klöster und Tempel
In den 36 Jahren seiner Lehrtätigkeit bis zu seinem Tode im Jahr 1693 schulte Bankei in zahlreichen Tempeln und Klöstern des Landes. Manche dieser Häuser wurden von reichen Schülern Bankeis erbaut und gefördert und auch viele Praxisplätze, die im Verfall begriffen waren, wieder hergestellt.
Drei Klöster bildeten das Zentrum für Bankeis Lehrtätigkeit: Das Ryūmon-ji in Bankeis Heimatstadt Hamada, Das Nyohō-ji in Ōzu auf der Insel Shikoku und etwas später das Kōrin-ji in Edo, dem heutigen Tokio.
- Das Ryūmon-ji wurde für Bankei 1657, als er 35 Jahre alt war, von seinem ehemaligen Schulfreund Sasaki Michiya gestiftet, der inzwischen ein reicher Kaufmann geworden war. Für ländliche Verhältnisse hatte das Ryūmon-ji enorme Dimensionen.
- Das Nyohō-ji entstand 1669 durch den Herrn der Festung Ōzu, Katō Yasuoki. Zu diesem Kloster gehörte auch eine kleine Einsiedelei in den Bergen. Hierhin zog sich Bankei gelegentlich mit ausgesuchten Schülern zurück, um mit ihnen eine strengere Zen-Praxis auszuüben.
- Das Kōrin-ji wurde von Kyōgoku Takatoyu, einem Daimyō aus der Provinz Sanuki auf Drängen seiner Mutter erbaut, einer Nonne, die Bankeis Lehre vom Ungeborenen voll erfasst hatte.

Neben den genannten Klöstern gab es über vierzig weitere Schulungseinrichtungen, die auf Bankeis Initiative erbaut oder restauriert wurden. Zwischen den Klöstern und diesen Orten reiste er hin und her und gab damit dem Zen, das sich in der Edo-Zeit in einer Krise befand, neuen Auftrieb.

### Wirkung
Mit seiner großen Überzeugungskraft, der Gabe, die Lehre des Zen in einfachen Worten zu vermitteln, und der Offenheit gegenüber allen Menschen trug Bankei wesentlich dazu bei, das Zen, das in der Edo-Zeit im Niedergang begriffen war, neu zu beleben. Auch gilt er als Wegbereiter des 64 Jahre jüngeren Hakuin Ekaku.
Trotz seiner großen Anhängerschaft wurden nur wenige seiner Schüler als Dharma-Nachfolger bestätigt. Obwohl Bankei selbst keine Schriften hinterließ und auch seinen Schülern nicht gestattete, solche anzufertigen, gibt es doch eine Reihe von Darlegungen und Dialogen, die seine zahlreichen Anhänger niedergeschrieben hatten und die von seinem intensiven Leben berichten.
Als Biographin besonders zu erwähnen ist Den Sutejo, eine berühmte Dichterin des 17. Jahrhunderts, die als Bankeis Schülerin von ihm den Namen Teikan erhalten hatte. Teikan ist es im Wesentlichen zu verdanken, dass Kenntnisse über Bankeis Reisen und Vorträge der Nachwelt erhalten blieben.